# Свети Димитър (Вълковия)
Вижте пояснителната страница за други значения на Свети Димитър.
„Свети Димитър“ (на македонска литературна норма: „Свети Димитар“) е възрожденска църква в реканското село Вълковия, Северна Македония, част от Тетовско-Гостиварската епархия на Македонската православна църква – Охридска архиепископия.
Църквата се намира на падината на северозапад под селото. Изградена е в началото на XIX век, за което свидетелстват живописта, иконите, църковните книги, както и самият строеж. В 1852 година Дичо Зограф изработва иконостаса. Заедно с тайфата си изписва парапетните плочи, престолните икони, над тях ангелските глави в лунетите и празничните икони. Подписва и датира април 1852 година иконата на Света Богородица Одигитрия.
Църквата е еднокорабна с купол за камбана на средата.